# Гордонова Гора (пам'ятка природи)
Гордонова гора — геологічна пам'ятка природи місцевого значення в Україні. Розташована у межах Ніжинського району Чернігівської області, поблизу села Ядути.
Площа 10 га. Статус присвоєно згідно з рішенням Чернігівського облвиконкому від 27.04.1964 року № 236; від 10.06.1972 року № 303; від 27.12.1984 року № 454; від 28.08.1989 року № 164. Перебуває віданні Ядутинської сільської ради.
Охороняється підвищення у вигляді «гори» з пісковикових і суглинкових порід, яке піднімається над навколишньою місцевістю, на її схилах зростає низка псамофітних видів.

## Галерея

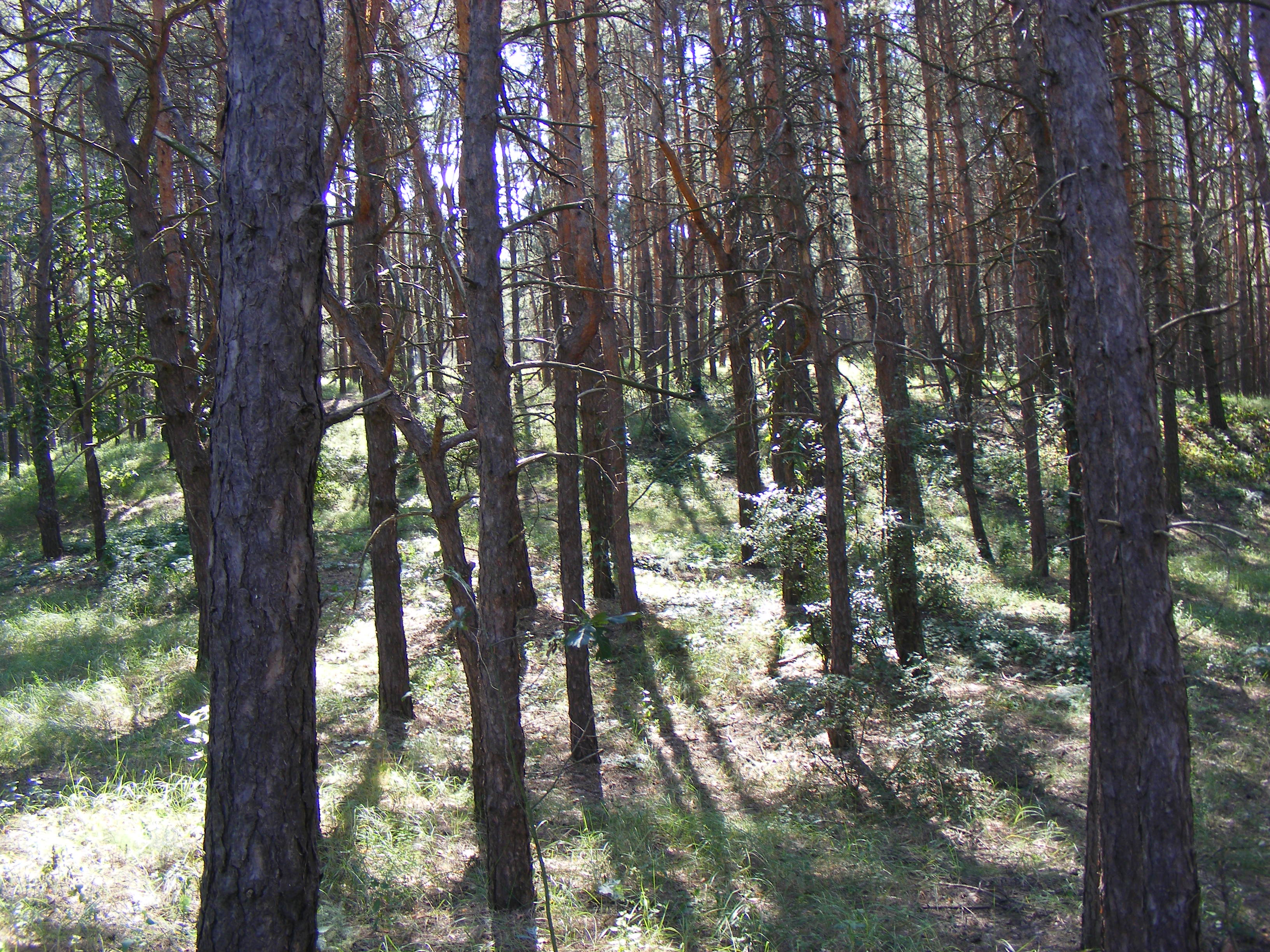
Рельєф
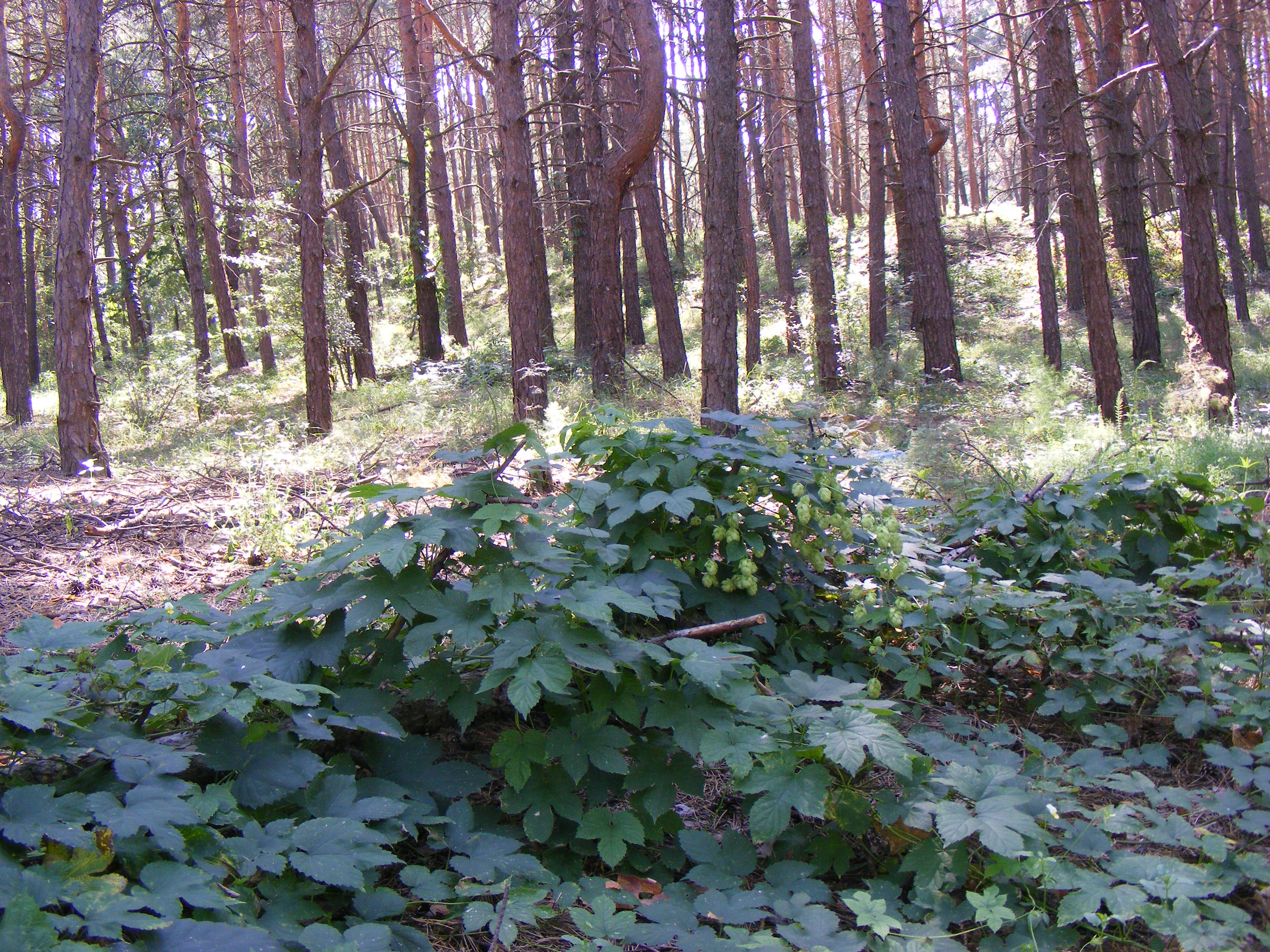
Хміль
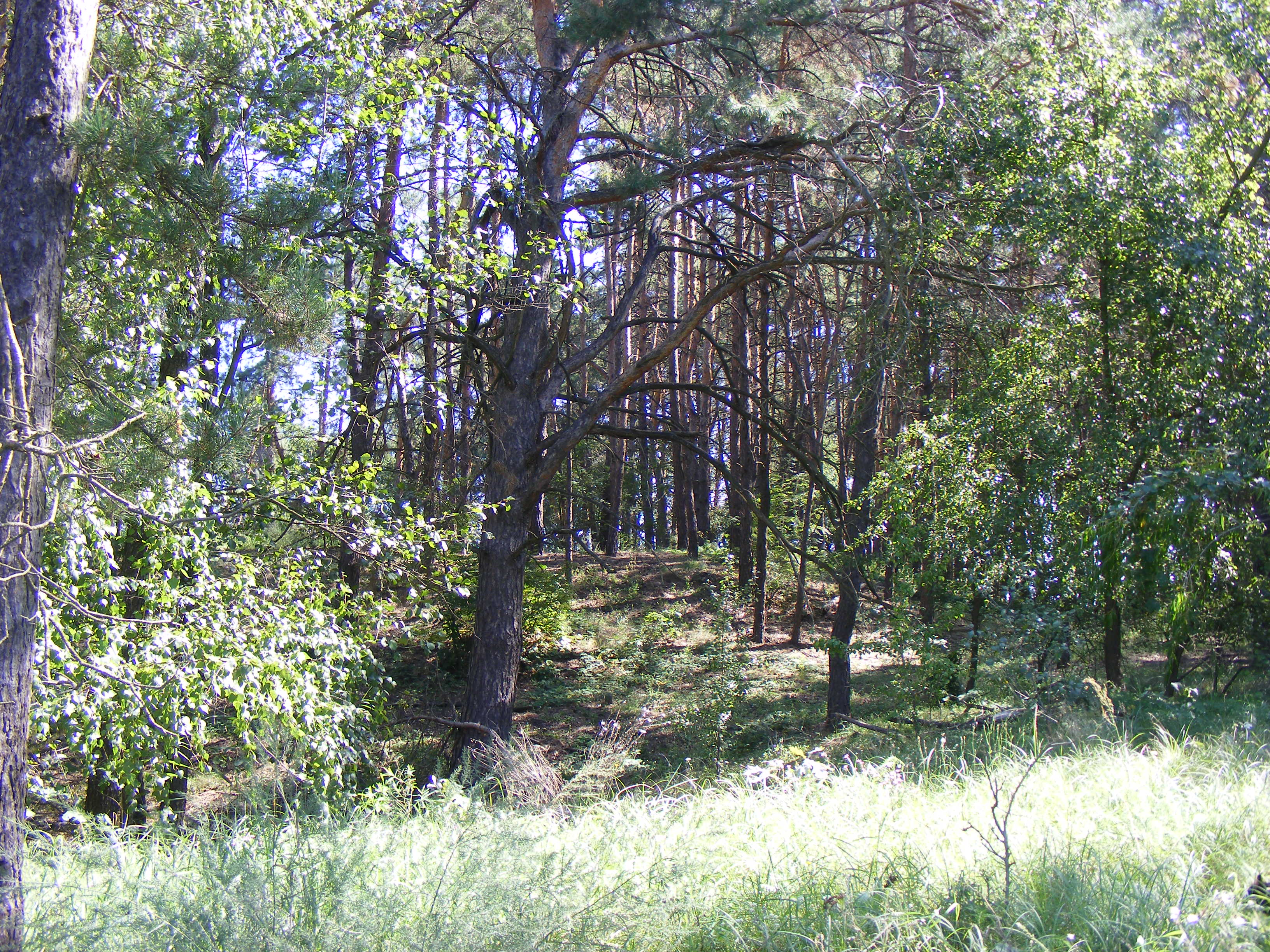
Північна частина Гордонової гори